# 唐仁健
唐仁健（1962年8月4日—），男，汉族，重庆人，中华人民共和国政治人物。经济学博士，高级经济师，中共第十九届和二十届中央委员。曾任中共甘肃省委副书记、甘肃省人民政府省长、农业农村部部长等职务。2024年5月，因涉嫌违纪违法接受审查调查。

## 生平

### 农业部
1983年8月，唐仁健毕业于四川财经学院（即現西南财经大学）政治经济学系后参加工作，进入中华人民共和国农牧渔业部，並長年在該部工作。初時唐仁健在政策法规司擔任科员，並在1984年3月至1985年1月赴北京市平谷县大华山乡下鄉锻炼。1987年3月，他在該司升任副主任科员，後為主任科员。
1989年5月，提拔至領導崗位，就任农业部政策法规司产业政策处副处长；1990年11月調為政策体改法规司经济调节处副处长、後為处长。1991年3月加入中国共产党。1994年11月，調到农业部办公厅部长办公室任正处级副主任。1994年11月回到政策体改法规司，升任副司长；1998年7月調至产业政策与法规司，依舊為副司长。

### 中财办
1998年9月，唐仁健被選任中央财经领导小组办公室农村组助理巡视员；兩年後，升任巡视员。在此期間，他回到西南财经大学经济学院，以在职研究生在产业经济学系学习，並在2003年12月取得经济学博士学位。2005年2月提拔為农村组组长。2006年3月，任中央财经领导小组办公室副主任。2006年6月，在中央财经领导小组办公室副主任以外，被任命為中央农村工作领导小组办公室副主任；2013年6月，再兼任国务院扶贫开发领导小组副组长。

### 地方

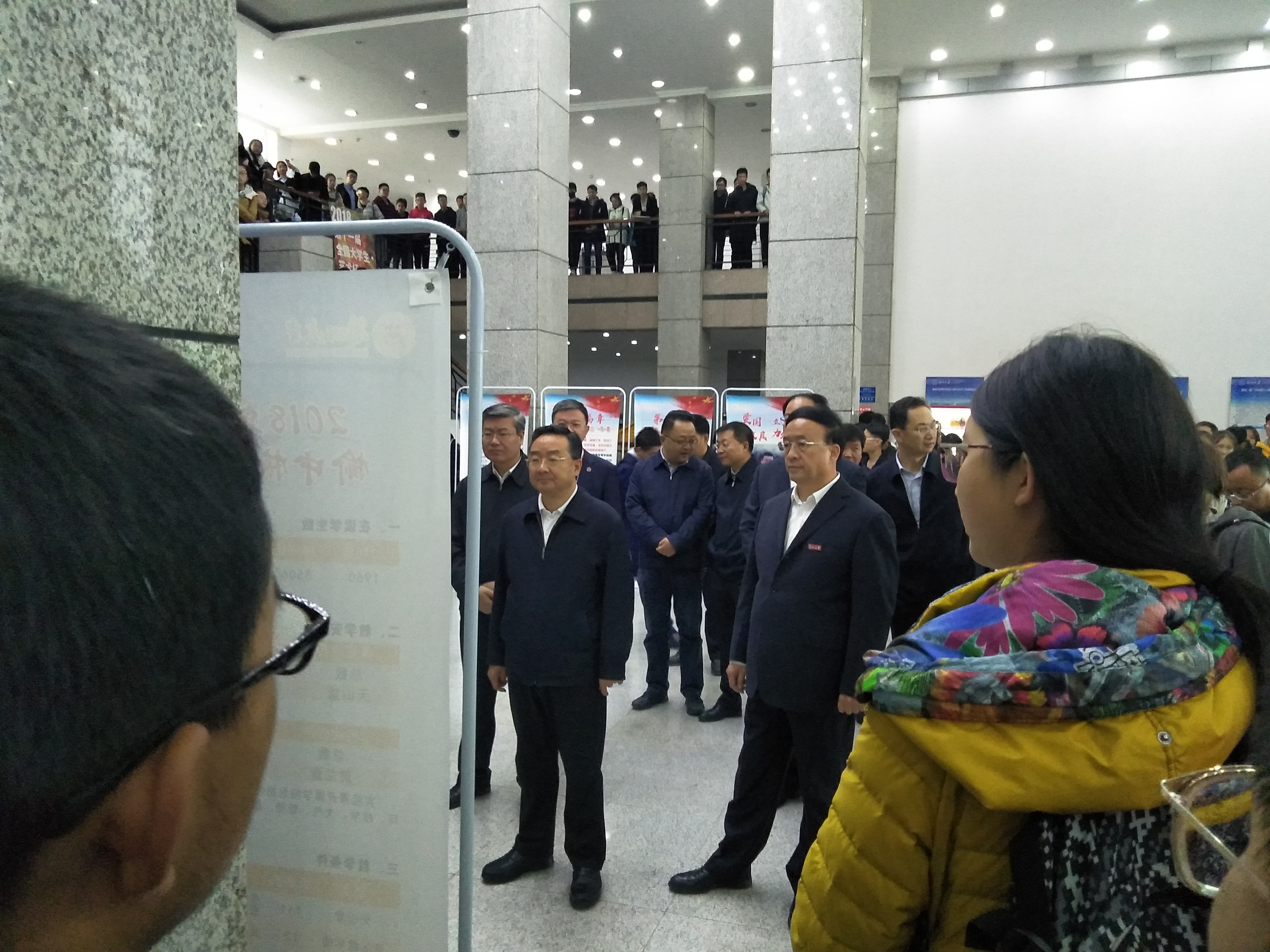
2018年10月19日，唐仁健视察兰州大学榆中校区。左后方是兰州市委书记李荣灿，正后方是兰州大学校长严纯华，右边是兰州大学党委书记袁占亭。

2014年4月，唐仁健被外放至中共广西壮族自治区党委常委。同年五月，兼任区政府副主席。翌年四月，復升為常务副主席、党组副书记。
2016年7月，他回到中央，就任中央农村工作领导小组正部长级副组长，兼办公室主任，同時再次擔任中央财经领导小组办公室副主任。
2017年4月，他再被外放為甘肃省委副书记，四月起擔任副省长、代省长、省政府党组书记。5月5日正式當選省長。同年，他入選中共第十九届中央委员。2018年2月24日，当选为第十三届全国人大代表。

### 农业农村部
2020年12月，唐仁健结束地方任职回到北京，出任农业农村部党组书记。同月，被任命为农业农村部部长。期間他推出农业综合行政执法管理办法。该办法推行后，各地成立了农管队伍，并以执法为名，强拆农民蔬菜大棚、要求村民缴纳物业费等。
2023年7月26日，唐仁健以国家主席习近平特使、农业农村部部长的身份在帕利基尔出席了密克罗尼西亚联邦总统韦斯利·西米纳的就职仪式。

### 落马
2024年5月18日，因涉嫌严重违纪违法，接受中共中央纪委和国家监委纪律审查和监察调查。
2024年9月13日，唐仁健被正式免去农业农村部部长职务，由该年6月即已调任农业农村部党组书记的韩俊接任。
2024年11月15日，唐仁健被双开。
2024年12月10日，唐仁健涉嫌受贿一案由国家监察委员会调查终结，移送检察机关审查起诉，最高人民检察院依法以涉嫌受贿罪对唐仁健作出逮捕决定。2025年4月，唐仁健涉嫌受贿一案经最高人民检察院指定，由吉林省长春市人民检察院向长春市中级人民法院提起公诉。4月24日，中央纪委国家监委披露，唐仁健曾于2013年至2024年多次违规接受宴请、违规参加旅游、违规收受礼金和贵重礼品等，严重违反了中央八项规定。